# Kanton Alban
Der Kanton Alban war von 1793 bis 2015 ein französischer Wahlkreis im Arrondissement Albi, im Département Tarn in der Region Midi-Pyrénées. Hauptort war Alban.

## Geographie
Der Kanton war 182,09 km² groß und hatte 2.733 Einwohner. Im Mittel lag er 525 m hoch, zwischen 206 und 821 Meter. 

## Gemeinden
Der Kanton bestand aus sieben Gemeinden:
| Gemeinde    | Einwohner 1. Januar 2022 | Fläche km² | Dichte Einw./km² | Code INSEE | Postleitzahl |
| ----------- | ------------------------ | ---------- | ---------------- | ---------- | ------------ |
| Alban       | 949                      | 9,82       | 97               | 81003      | 81250        |
| Curvalle    | 393                      | 38,63      | 10               | 81077      | 81250        |
| Massals     | 113                      | 16,3       | 7                | 81161      | 81250        |
| Miolles     | 107                      | 12,1       | 9                | 81167      | 81250        |
| Paulinet    | 506                      | 73,75      | 7                | 81203      | 81250        |
| Saint-André | 102                      | 7,27       | 14               | 81240      | 81250        |
| Teillet     | 451                      | 24,22      | 19               | 81295      | 81120        |